# Rhabdophyllum refractum
Rhabdophyllum refractum là một loài thực vật có hoa trong họ Ochnaceae. Loài này được (De Wild. et Th. Dur.) Tiegh. miêu tả khoa học đầu tiên năm 1902.